# Блессас, Георгиос
Георгиос Блессас (греч. Γεώργιος Μπλέσσας; 1 января 1905, Аргостолион — 26 сентября 1943, Лакки, Лерос) — офицер военно-морских сил Греции, участник Второй мировой войны, погибший во время авианалёта люфтваффе на эсминец «Василисса Ольга». Его именем было названo два корабля ВМФ Греции.

## Биография

### Довоенная служба
Георгиос Блессас родился в Аргостолионе в 1905 году. В возрасте 12 лет был записан в Ионическую школу Афин. Поступил в военно-морское училище и в 1923 году начал свою службу на крейсере «Элли». В декабре 1923 года стал старшим лейтенантом, а в сентябре 1926 года флотским третьим офицером. Кроме крейсера «Элли», служил на линкорах «Килкис» и «Лимнос», а также на броненосце «Авероф».
В январе 1931 года стал вторым флотским офицером. Служил командиром на подводных лодках «Папаниколис (Y-2)» и «Тритон (Y-5)», а также на миноносце «Пергамос». В 1935 году стал коммандером и служил на эсминце «Идра». Был назначен адъютантом командующего флота, вице-адмирала Димитриса Иконому. С декабря 1938 служил флотским первым помощником капитана на эсминце «Василевс Георгиос».

### Вторая мировая война
С началом греко-итальянской войны 28 октября 1940 года Блессас был назначен командиром миноносца «Кидониэ». Греческая армия при поддержке флота отразила нападение итальянцев и перенесла на военные действия на территорию Албании, но 6 апреля 1941 года на помощь своим союзникам пришла Гитлеровская Германия. Немцы не смогли сходу прорвать линию греческой обороны на греко-болгарской границе, но прошли к македонской столице, городу Фессалоники, через территорию Югославии. Группа дивизий Восточной Македонии была отсечена от основных сил греческой армии, сражавшихся против итальянцев в Албании.
10 апреля 1941 года Блессас принял командование эсминцем «Аспис» и после того, как немцы стали приближаться к Афинам, вместе с другими кораблями флота ушёл в египетскую Александрию. 15 октября принял командование эсминцем «Спеце». 28 августа 1942 года принял командование эсминцем «Василисса Ольга» и в качестве его командира принял участие в союзной высадке в Италии в сентябре 1943 года, потом сопровождал итальянский флот во время его сдачи в Александрии.
Георгиос Блессас был дважды награждён Греческим военным крестом 3-й степени:
- в первый раз за потопление итальянской подводной лодки UARSCIEK юго-западнее Мальты
- второй раз за потопление итальянского танкера Stromboli в январе 1943 года.

Он был также дважды награждён британским орденом «За выдающиеся заслуги»:
- в первый раз за потопление подводной лодки UARSCIEK
- второй раз за потопление итальянских грузового судна Vrainizza и корабля сопровождения Castore, у берегов Сицилии, в июне 1943 года.

За этот успех у побережья Сицилии он был также награждён серебряным Крестом мужества.

### Гибель
Во время сражения за остров Лерос «Василисса Ольга» доставила на остров диверсантов LRDG (Long Range Desert Group), но 26 сентября, была атакована 25 самолётами Junkers Ju 88 и потоплена в бухте Лакки, Лерос. Коммандер Георгиос Блессас, 6 офицеров и 65 других членов экипажа погибли вместе с кораблём.

## Память
- Георгиос Блессас помертно был повышен в звании капитана 2-го ранга и был награждён греческим Крестом мужества и британским Военным крестом.
- Впоследствии его именем были названы канонерская лодка «Блессас» (1947) и ракетный катер «Блессас» (1977)[3].
- Бюст капитана второго ранга Горгия Блессаса установлен в порту Аргостолион[4].
- Памятник экипажу эсминца «Вассилиса Ольга» и его командиру установлен на острове Лерос[5].